# Torre Sant Josep
La Torre Sant Josep és una obra del municipi de la Garriga (Vallès Oriental) inclosa en l'Inventari del Patrimoni Arquitectònic de Catalunya.

## Descripció
És un habitatge unifamiliar aïllat. Consta de soterrani, planta baixa, pis i golfa. El sòcol de maçoneria arriba fins a la imposta perimetral de ceràmica situada en el terç superior de les obertures de la planta pis, la resta de la façana és d'obra vista. A les obertures de la planta baixa hi ha un arc deprimit còncau amb llinda. La coberta és dues vessants. El ràfec està limitat per una mènsula de maons.

## Història
Obra singular de la primera etapa de Raspall per sortir-se de les característiques formals, però, usa molts dels elements que li són propis: rajola a les impostes, reixes de ferro fuetejades, etc. És la primera i darrera obra de Raspall en què la maçoneria sobrepassa el sòcol de la planta baixa. Va ser modificada el 1932.